# Alfa (misil)

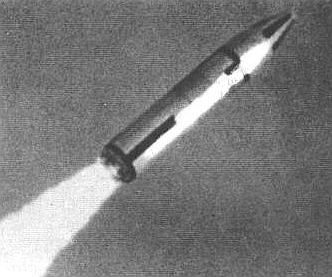
Alfa.

Alfa es un misil balístico de alcance medio desarrollado por Italia a principios de los años 1970 y cancelado en 1976. Estaba diseñado para ser lanzado desde buques o submarinos. El proyecto comenzó en 1971. Se realizaron tres lanzamientos de prueba exitosos con etapas secundarias inertes entre 1975 y 1976 desde Salto di Quirra, en Cerdeña. El programa fue cancelado debido a que Italia y sus países vecinos firmaron el tratado de no proliferación nuclear.

## Contexto histórico
A principios de los años 1960, países vecinos de Italia (como Yugoslavia, Rumanía e incluso Suiza) comenzaron programas de desarrollo de armas nucleares. Por entonces Italia dotó a su crucero Giuseppe Garibaldi con cuatro tubos lanzadores de misiles Polaris, con intención de contar con la posibilidad de poder lanzar armas nucleares proporcionadas por Estados Unidos desde ellos en base al concepto de Fuerza Nuclear Multilateral de la OTAN, pero la Unión Soviética puso como condición para firmar el tratado de no proliferación nuclear la abolición de este concepto. El tratado comenzó a firmarse en 1968, sin que los países balcánicos, Suiza ni la propia Italia lo firmasen, con lo que la seguridad de este último no parecía estar garantizada, iniciando el proyecto Alfa de manera independiente. El proyecto fue abandonado en cuanto fue obvio que los programas nucleares de los países de la zona no iban adelante y después de que Italia firmase el tratado de no proliferación bajo presiones de los Estados Unidos el 2 de mayo de 1975.

## Tecnología
La primera etapa del misil tenía 3.485 metros de longitud y contenía 6050 kg de combustible sólido (12% de aluminio, 15% de compactador y 73% de perclorato de amonio). Disponía de cuatro toberas con cardán fabricadas en carbono. El tiempo de combustión era de 57 segundos, con un empuje de unas 25 toneladas. La segunda etapa tenía una masa de unos 950 kg. En conjunto, el Alfa habría podido llevar una ojiva de una tonelada a 1600 km de distancia, con Moscú a su alcance.

## Pruebas
El motor de la primera etapa fue probado ocho veces en pruebas estáticas. Se lanzaron exitosamente tres misiles de prueba (con segundas etapas inertes) en septiembre y octubre de 1975 y abril de 1976 desde Salto di Quirra (Cerdeña).

## Datos técnicos
- Apogeo: 300 km.
- Empuje en el despegue: 250.000 kN.
- Masa total: 8000 kg.
- Diámetro: 1.37 m.
- Longitud total: 6.50 m.
- Masa de la ojiva: 1000 kg.
- Alcance máximo: 1600 km.